# 霍赫沃納格爾萬德山

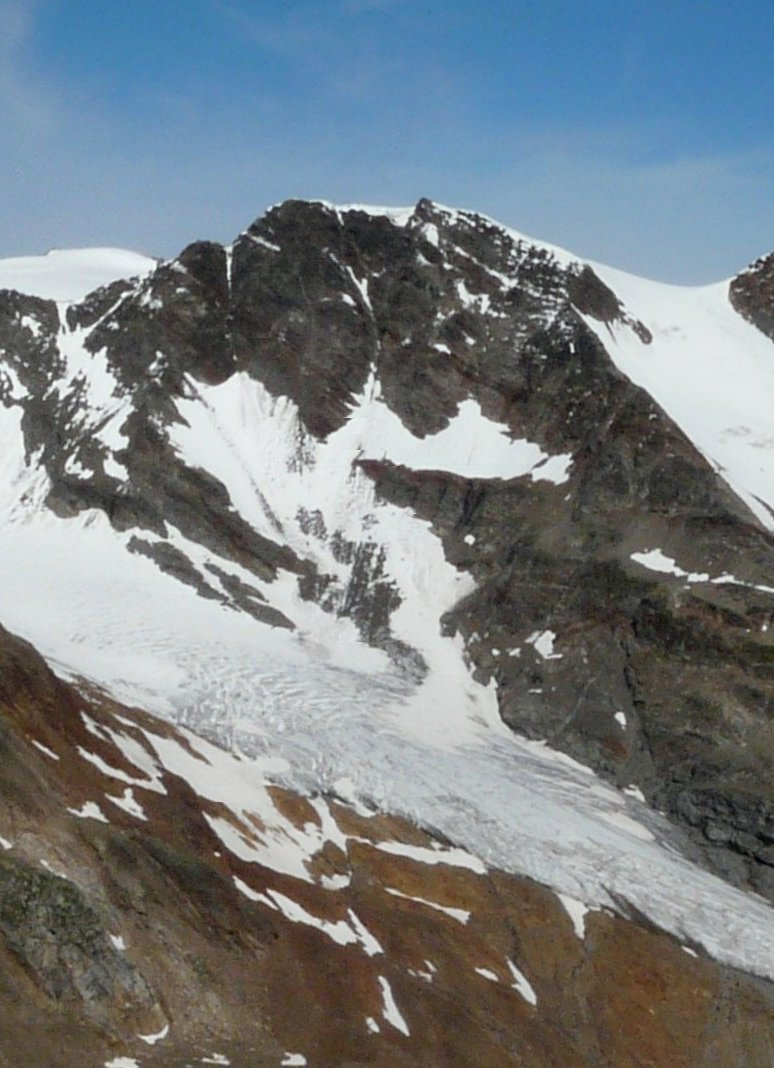

46°49′04″N 10°45′32″E / 46.817739°N 10.758835°E
霍赫沃納格爾萬德山（德語：Hochvernaglwand），是中歐的山峰，位於奧地利和意大利接壤的邊境，屬於奧茨塔爾阿爾卑斯山脈的一部分，距離後欣特賴峰0.5公里，海拔高度3,435米，每年平均降雨量1,357毫米。